# Podkorzeniakowate
Podkorzeniakowate lub korzeniakowate (Hysterangiaceae E. Fisch.) – rodzina grzybów należąca do rzędu Hysterangiales.

## Systematyka
Według aktualizowanej klasyfikacji Index Fungorum bazującej na Dictionary of the Fungi do rodziny tej należą rodzaje:
- Aroramyces Castellano & Verbeken 2000
- Boninogaster Kobayasi 1937
- Circulocolumella S. Ito & S. Imai 1957
- Clathrogaster Petri 1900
- Hysterangium Vittad. 1831 – podkorzeniak
- Statesia Castellano, T. Lebel, Davoodian & K. Hosaka 2022

Polska nazwa według prazy W. Wojewody z 2003 r. Wcześniej (w 1985 r.) Barbara Gumińska i W. Wojewoda używali nazwy korzeniakowate.